# L'apocalisse
L'apocalisse è un film italiano del 1947, diretto da Giuseppe Maria Scotese.

## Trama
Siamo nel 1938. Nelle piazze e nei parlamenti si predice una dottrina di violenze, la scienza giunge alla disintegrazione dell'atomo, ma teme che le scoperte siano utilizzate a scopo di distruzione, le nazioni non pensano che ad armarsi, le campagne vengono abbandonate, dai pulpiti i sacerdoti predicano contro le malvagità umane e richiamano la visione che Giovanni ebbe nell'isola di Patmos dell'Apocalisse. Giovanni vide la bestia dell'Apocalisse delle sette teste, ed i quattro cavalieri lanciarsi sulla Terra. Roma, la nuova Babilonia, sta per sprofondare.
Nel 363, il prefetto Asterio è occupatissimo con l'amante, Giuliano l'imperatore combatte con i nemici ai confini con la Persia e all'interno i cristiani per ripristinare il culto degli Dei. Manda a Roma il tribuno Marco Tullio, innamorato della bella Giulia, con pieni poteri per Asterio onde stroncare i cristiani. Asterio annuncia a Marco Tullio un grandioso baccanale. Marco Tullio si incontra con Giulia, ormai donna fatta e presa nel turbine della corruzione. Nel baccanale Giulia si ubriaca e Marco Tullio riparte con il senso di orrore che gli ha dato la visione di Roma, mentre Asterio fa arrestare in massa i cristiani. In Persia Giuliano è attaccato dai persiani; li vince ma muore riconoscendo che Cristo lo ha vinto. Le legioni tornano a Roma, i nemici di Giuliano ripristinano il culto di Cristo, le legioni si ribellano contro gli ordinamenti di Giuliano e dei suoi seguaci: Roma è invasa e fonde in un mare di fiamme.
Si ritorna al 1938. Passano i secoli, le città sono risorte, ma l'uomo è travolto dall'orgoglio di potenza tralasciando la legge di Dio e la situazione si ripete. Il moderno tabarin sostituisce l'antico baccanale, e scoppia la guerra: morte, fame, carestia, ed un campo infinito di morti.

## Distribuzione
Il film, iscritto al Pubblico registro cinematografico con il n. 625, venne presentato alla Commissione di revisione cinematografica, presieduta da Vincenzo Calvino, il 20 agosto 1947, e ottenne il visto censura n. 3.029 del 28 agosto 1947 a condizione di eliminare la scena della morfinomane che si rivolge a un giovane per ottenere la droga e del giovane che gliela offre, pretendendo un bacio, e in genere tutte quelle che riguardano la morfina.
Ebbe la prima proiezione pubblica il 20 ottobre 1947. L'incasso fu di 112.500.000 lire dell'epoca. Dopo l'uscita in prima visione la pellicola scomparve dalla circolazione, anche se probabilmente è stata proiettata in piccole televisioni private. Non ebbe gran considerazione da parte della critica.

## Altri tecnici
- Direttore di produzione: Giuseppe Fatigati, Evaristo Signorini
- Aiuto regista: Antonio Musu, Giorgio Lastricati

## Critica
(Pietro Bianchi, Candido, 2 novembre 1947)

## Recensioni
- Anonimo, Hollywood n. 49, 1947 (notizie di lavorazione)
- G. Micaglio, Hollywood n. 51, 1947 (recensione)